# Petasos

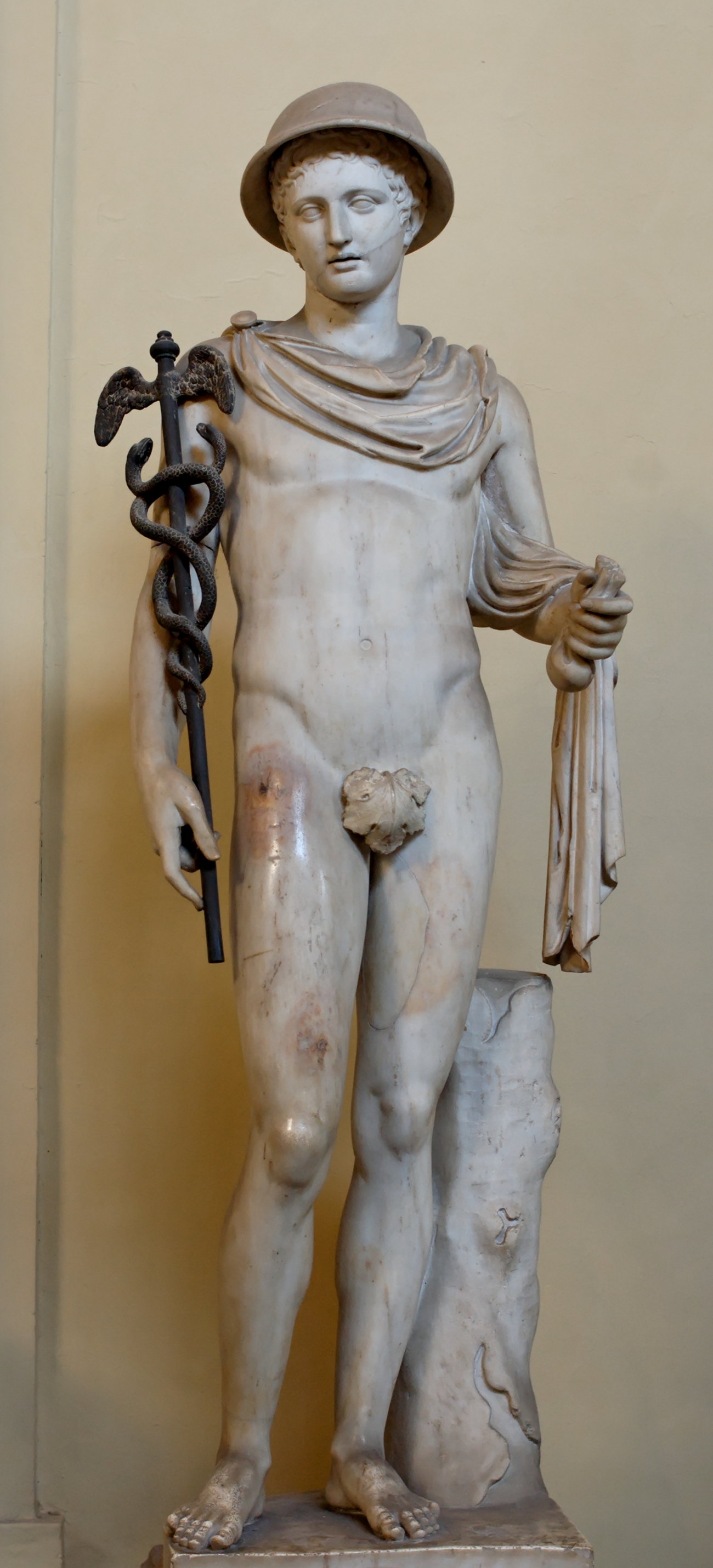
Standbeeld van de god Hermes met een petasos, kerykeion, chlamys en geldbeurs. Romeinse kopie naar een Grieks origineel. Rome, Vaticaanse Musea.

De petasos (Oudgrieks: ὁ πέτασος) was een eenvoudige hoofdbedekking van een reiziger in het oude Griekenland. Het bestond uit platte bol met een rand die bescherming moest bieden tegen de zon.
De Grieken dachten dat het van Thessalische oorsprong was. Het werd samen met de chlamys gedragen door de epheboi in het gymnasion. Het gaf aanleiding tot de uitdrukking ὑπὸ πέτασον ἄγειν, gebruikt in de Septuagint (II Makkabeeën 4:12), wat letterlijk «onder de petasos leiden» betekent, d.i. «naar het gymnasion voeren».
De Romeinen gebruikten tevens de petasus om zich te beschermen tegen de zon in het theater.

## Trivia
- Een petasos al dan niet met vleugels is het hoofddeksel waarmee de godheid Hermes, beschermer van de epheboi, en zijn Romeinse equivalent Mercurius werden afgebeeld.

## Referentie
1. ↑  Hall, J. (2000). Hall's Iconografisch Handboek. Leiden: Primavera Pers. ISBN 9074310052